# Huo Jüan-csia
Huo Jüan-csia (egyszerűsített kínai: 霍元甲 pinyin: Huò Yuánjiǎ; 1868. január 18. – 1910. augusztus 19.) híres kínai harcművész, a Csingvu (Jing Wu) iskola megalapítója Sanghajban.
Életéről film is készült (Félelem nélkül), melyben szerepét Jet Li alakítja.